# Gabriel Escoto Ruiz
Blahoslavený Gabriel Escoto Ruiz, řeholním jménem José María (10. srpna 1878, Atotonilco el Alto – 29. července 1936, Clot dels Aubens) byl španělský římskokatolický novic Řádu karmelitánů a mučedník.

## Život
Narodil se 10. srpna 1878 v Atotonilco el Alto.
V raném mládi pracoval jako obchodní zástupce v Argentině a USA. Poté se stal učitelem angličtiny a novinářem. Roku 1926 se oženil s Rosou Orozco Morales. Po osmi letech se oba manželé rozhodli pro společný vstup do kláštera. Roku 1935 odešla Rosa ke karmelitkám a Gabriel ke karmelitánům v Tàrreze a přijal jméno José María.
Před vypuknutím Španělské občanské války již v zemi vypukla protikatolická nálada. Tato nálada se nevyhnula ani klášteru v Tàrreze, kde započala už roku 1934. Od října byly zdi kláštera hlídány komunisty. Následně v červnu 1936 byla bratrům zakázána práce v nemocnicích a na školách. Dne 20. července byli bratři varováni před útokem a převor kláštera bl. otec Àngel se rozhodl uzavřít kostel a pět kandidátů a dva novice poslal domů. Dalšího dne byli vyzváni opustit klášter. Otec Àngel chtěl získat povolení odjezdu bratrů do Itálie, což se mu nepodařilo. Poté byl on, José a deset spolubratrů zatčeno a v noci byli odvezeni na místo zvané Clot dels Aubens nedaleko Cervery. Zde byli všichni zastřeleni. Před výstřely volali Ať žije Kristus Král!. Stalo se tak 29. července 1936.
Těla mučedníků byla spálena a zbytky ostatků byly jedním knězem sesbírány a uloženy do karmelitánského kostela v Tàrreze.

## Proces blahořečení
Jeho proces blahořečení byl zahájen roku 1959 v arcidiecézi Barcelona spolu s dalšími patnácti karmelitánskými spolubratry a jednou řeholnicí.
Dne 26. června 2006 uznal papež Benedikt XVI. jejich mučednictví. Blahořečeni byli 28. října 2007.